# Willy van der Kuijlen
Wilhelmus Martinus Leonardus Johannes „Willy“ van der Kuijlen  (* 6. Dezember 1946 in Helmond, Provinz Nordbrabant; † 19. April 2021) war ein niederländischer Fußballspieler. Er war mehrmaliger Torschützenkönig und ist bis heute Rekordspieler bei der PSV Eindhoven.

## Karriere

### PSV Eindhoven
Van der Kuijlen spielte insgesamt 18 Saisons für die PSV Eindhoven und wurde dabei in den Saisons 1965/66 (23 Tore, zusammen mit Piet Kruiver), 1969/70 (26 Tore) und 1973/74 (27 Tore) zum Torschützenkönig ernannt. Zusätzlich hält er bis heute den Rekord für die meisten Tore und Einsätze.
Seine Spitznamen bei der PSV waren „Skiete Willy“, „Shoot Willy“ und „Mister PSV“.

### MVV Maastricht
In seiner letzten Profi-Saison wechselte van der Kuijlen noch für ein Jahr zum MVV Maastricht, wonach er seine Profi-Karriere beendete. Er ist bis heute Topscorer der niederländischen Eredivisie.

## Erfolge
- Niederländischer Fußballmeister (3): 1975, 1976, 1978
- Niederländischer Pokalsieger (2): 1974, 1976
- Torschützenkönig:
  - 1965/66: 23 Tore
  - 1969/70: 26 Tore
  - 1973/74: 27 Tore
- Rekordtorschütze der PSV Eindhoven: 308 Tore
- Meiste Einsätze bei PSV Eindhoven: 528 Spiele
- Rekordtorschütze der niederländischen Eredivisie: 311 Tore